# یواس‌اس ووبانسی (وای‌تی‌ام-۳۶۶)
یواس‌اس ووبانسی (وای‌تی‌ام-۳۶۶) (به انگلیسی: USS Waubansee (YTM-366)) یک کشتی است که طول آن ۱۰۰ فوت ۰ اینچ (۳۰٫۴۸ متر) می‌باشد. این کشتی در سال ۱۹۴۴ ساخته شد.